# Jelcovkai járás
A Jelcovkai járás (oroszul Ельцовский район) Oroszország egyik járása az Altaji határterületen. Székhelye Jelcovka.

A Jelcovkai járás az Altaji határterületen

## Népesség
- 1989-ben 9 232 lakosa volt.
- 2002-ben 7 923 lakosa volt, melyből 7 505 orosz, 194 német, 66 ukrán, 21 tatár, 20 örmény, 13 csuvas, 13 fehérorosz, 12 tadzsik stb.
- 2010-ben 6 339 lakosa volt.